# Ємець Євген Олександрович
Євген Олександрович Ємець (9 жовтня 1987 — 5 грудня 2022) — солдат Збройних Сил України, учасник російсько-української війни, який загинув під час російського вторгнення в Україну.

## Життєпис
Євген Ємець народився 9 жовтня 1987 року в м. Енергодар, Запорізької області в родині працівників Запорізької атомної електростанції Олександра Васильовича та Анни Василівни Ємців.
Навчався в Енергодарському навчально-виховному комплексі №1 Енергодарської міської ради Запорізької області. Під час навчання активно займався боксом, став кандидатом у майстри спорту України.
У 2005 році вступив до Дніпропетровського державного університету внутрішніх справ на спеціальність «Правоохоронна діяльність». При академії проходив військову службу.
Після закінчення навчання переїхав до Львова, де працював у сфері безпеки.
З початком російського вторгнення в Україну в 2022 році добровольцем став на захист України. Боровся проти держави-терориста у складі 125-ї окремої бригади територіальної оборони ЗСУ на посаді кулеметника стрілецького відділення стрілецького взводу.
Під час служби виконував обов'язки провідника і під постійними ворожими артилерійськими обстрілами вдало проводив групи суміжних підрозділів до визначених оборонних позицій.
Солдат Ємець Євген в складі групи швидкого реагування висунувся для прикриття спостережного пункту в районі якого тривав наступ ворожої піхоти. Під час оборони позиції вступив у стрілецький бій з противником. Внаслідок бойового зіткнення 5 грудня 2022 року, в районі с. Діброва, Луганської області вступив в стрілецький бій з ворогом внаслідок чого отримав поранення несумісні з життям.
У Євгена залишились батьки, сестра та син. 

## Нагороди
- орден «За мужність» III ступеня (29 лютого 2024,посмертно) — за особисту мужність, виявлену у захисті державного суверенітету та територіальної цілісності України, самовіддане виконання військового обов’язку[2].
- В травні 2024 відповідно до указу Міністра оборони України №786 від 21 травня 2024 року відзначено медаллю "Захиснику України".